# Nibea chui
Nibea chui es una especie de pez de la familia Sciaenidae en el orden de los Perciformes.

## Morfología
• Los machos pueden llegar alcanzar los 40 cm de longitud total.

## Alimentación
Come principalmente invertebrados.

## Hábitat
Es un pez de mar y de clima templado.

## Distribución geográfica
Se encuentra en el Océano Pacífico noroccidental: la China, Corea y Japón.

## Observaciones
Es inofensivo para los humanos.